# Barrskogsspinnare
Barrskogsspinnare, Cosmotriche lobulina är en fjärilsart som först beskrevs av Michael Denis och Ignaz Schiffermüller, 1775.  Barrskogsspinnare ingår i släktet Cosmotriche, och familjen ädelspinnare (Lasiocampidae). Enligt den svenska rödlistan är arten nära hotad, NT, i Sverige. Barrskogsspinnare förekommer sällsynt från Småland till Torne lappmark. Vingbredd 37-45 mm. Larven lever på tall, förpuppning i en smutsgrå kokong oftast fäst på stammen eller en gren. Inga underarter finns listade i Catalogue of Life.

## Bildgalleri

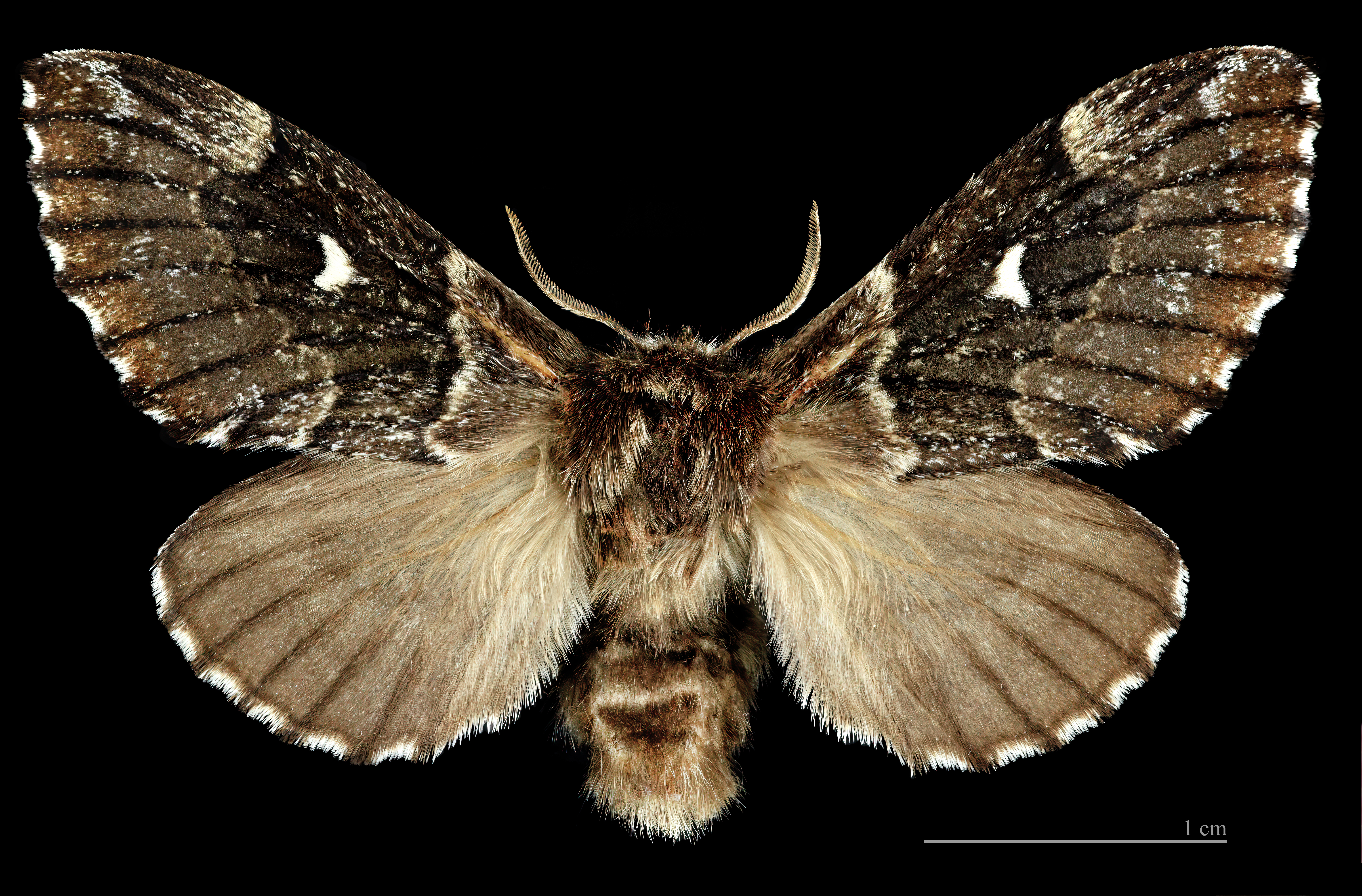
♂
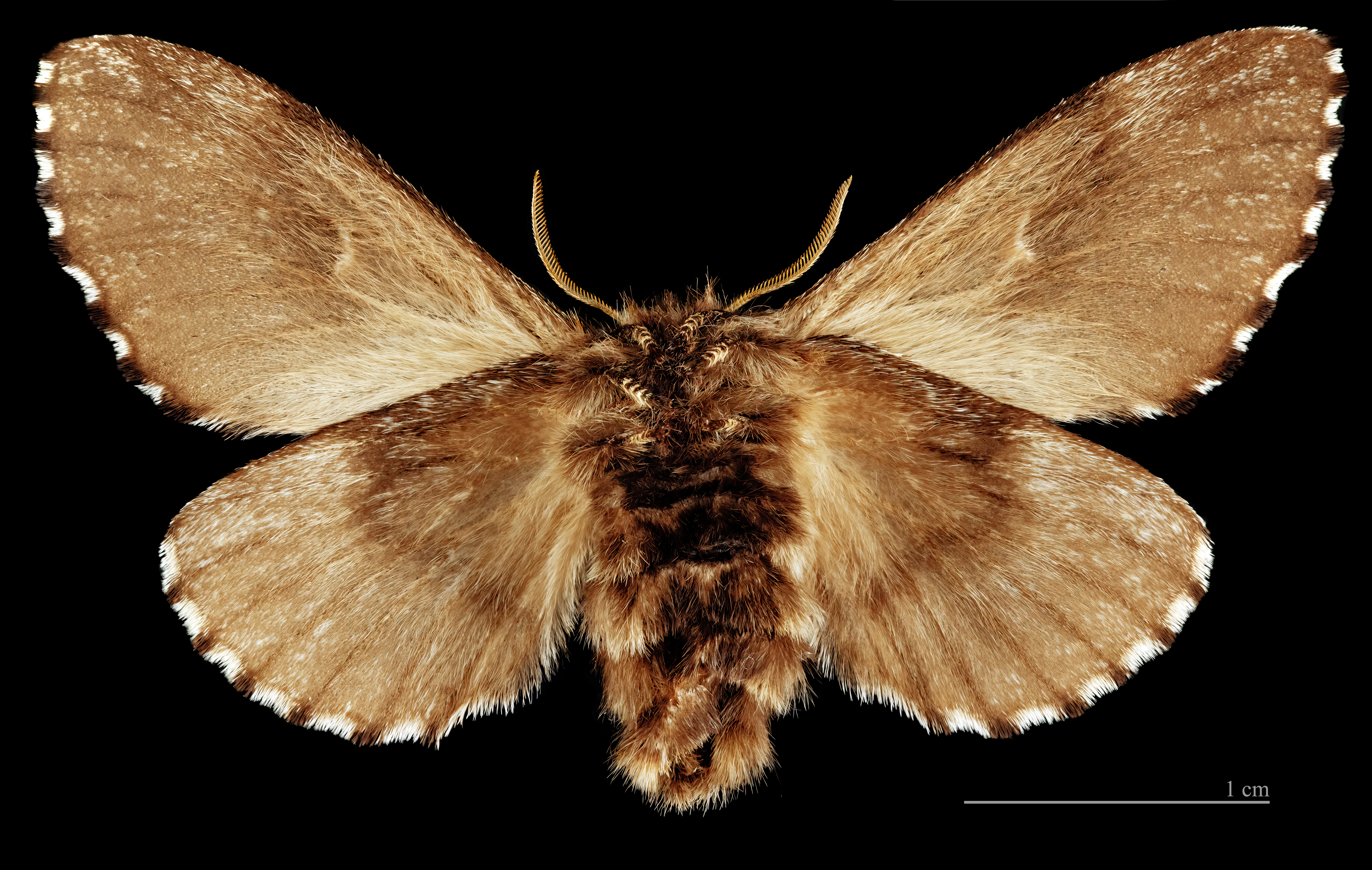
♂ △